# Parsonsia bartlensis
Parsonsia bartlensis är en oleanderväxtart som beskrevs av J.B. Williams. Parsonsia bartlensis ingår i släktet Parsonsia och familjen oleanderväxter. Inga underarter finns listade i Catalogue of Life.